# Rhizothrix scotti
Rhizothrix scotti är en kräftdjursart som beskrevs av Lang 1936. Rhizothrix scotti ingår i släktet Rhizothrix och familjen Rhizothricidae. Inga underarter finns listade i Catalogue of Life.